# John Fenn (pirata)
John Fenn (fallecido en mayo de 1723) fue un pirata inglés de principios del siglo XVIII que navegó con el capitán Bartholomew Roberts y luego tuvo una breve asociación con Thomas Anstis.

## Biografía
Aunque gran parte de su carrera temprana no está registrada, se sabe que fue miembro de la flota del Capitán Roberts desde junio de 1719 hasta abril de 1720, hasta que se fue junto con su compañero Thomas Anstis, a quien se le otorgó el mando del Morning Star de 21 cañones poco antes de partir de las Indias Occidentales para la costa de África occidental durante la noche del 21 de abril de 1721. Permaneciendo con Anstis en el Caribe, Fenn participó en la captura de tres o cuatro barcos mercantes cerca de La Española, Jamaica y Martinica durante el mes de junio antes de recibir el mando del Morning Star de 21 cañones.
Después de pelearse durante algún tiempo, Anstis y Fenn decidieron poner fin a sus carreras de piratas y solicitaron al rey Jorge I un indulto real alegando que Roberts los había obligado a cometer piratería. Después de nueve meses acampados en una isla deshabitada frente a las costas de Cuba, sin recibir respuesta del gobierno británico, decidieron reanudar su piratería en agosto de 1722.
Sin embargo, al encontrarse con una tormenta violenta poco después de su partida, el barco de Fenn naufragó en la isla Gran Caimán, puede haber sido durante esta tormenta y naufragio que Fenn perdió su mano derecha. Anstis, en el proceso de rescatar a Fenn y su tripulación, muchos piratas aún estaban en tierra cuando dos barcos de guerra británicos aparecieron a la vista.
Perseguidos por los buques de guerra de la Royal Navy, los piratas pudieron escapar después de que los vientos se calmaron y remaron en el Good Fortune a un lugar seguro. Después de su viaje a la Bahía de Honduras, se capturó una fragata para reemplazar al Morning Star perdido y los dos lograron capturar varios barcos en las Bahamas durante los meses siguientes. Sin embargo, mientras carenaban sus barcos en Tobago en abril de 1723, fueron sorprendidos por el buque de guerra británico HMS Winchelsey huida durante el cual se perdió el barco de Fenn. Obligado a correr hacia el interior boscoso de Tobago, fue capturado un día después y llevado de regreso a la isla de Antigua, donde fue declarado culpable de piratería y ahorcado con seis de sus tripulantes al mes siguiente.